# Yingaresca venustula
Yingaresca venustula es una especie de insecto coleóptero de la familia Chrysomelidae.
Fue descrita científicamente en 1867 por Suffrian.